# Gerantung
Gerantung is een bestuurslaag in het regentschap Centraal-Lombok van de provincie West-Nusa Tenggara, Indonesië. Gerantung telt 3200 inwoners (volkstelling 2010).